# 潮州 (古代)
潮州，中国古代的州。
隋朝开皇十一年（591年）分循州置。治所在海阳县（今广东省潮州市）。以“潮流往复”得名。辖境相当今广东省平远、梅县、丰顺、揭西、普宁、惠来等市县以东地区。大业三年（607年），改义安郡。唐朝武德四年（621年）复为潮州。天宝元年（742年）改潮阳郡，乾元元年（758年）复名潮州。下辖三县：海阳县、潮阳县、程乡县。韩愈曾贬为潮州刺史，有《祭鳄鱼文》。宋朝时置有银场、锡场。下辖海阳县、潮阳县、揭阳县。元朝时改为潮州路。
潮州刺史
- 权万纪（贞观年间）
- 张玄素（644年）
- 唐临（659年）
- 常怀德（677年）
- 韦岳（武周时）
- 廖怀恩（开元年间）
- 陈思挺（737年）
- 李季卿（唐代宗初年）
- 陆海（大历年间）
- 李皋（779年）
- 常衮（779年—780年）
- 刘暹（贞元年间）
- 林苇（贞元年间）
- 李宿（796年）
- 李璿（元和年间）
- 林景师（元和年间）
- 韩愈（819年）
- 元敦义（唐文宗时）
- 韦楚望（大和年间）
- 李少赞（833年—836年）
- 林郇阳（840年）
- 杨嗣复（841年—846年）
- 郭江（唐懿宗时）
- 卢光睦（唐昭宗时）[4]